# Oliver Huntemann

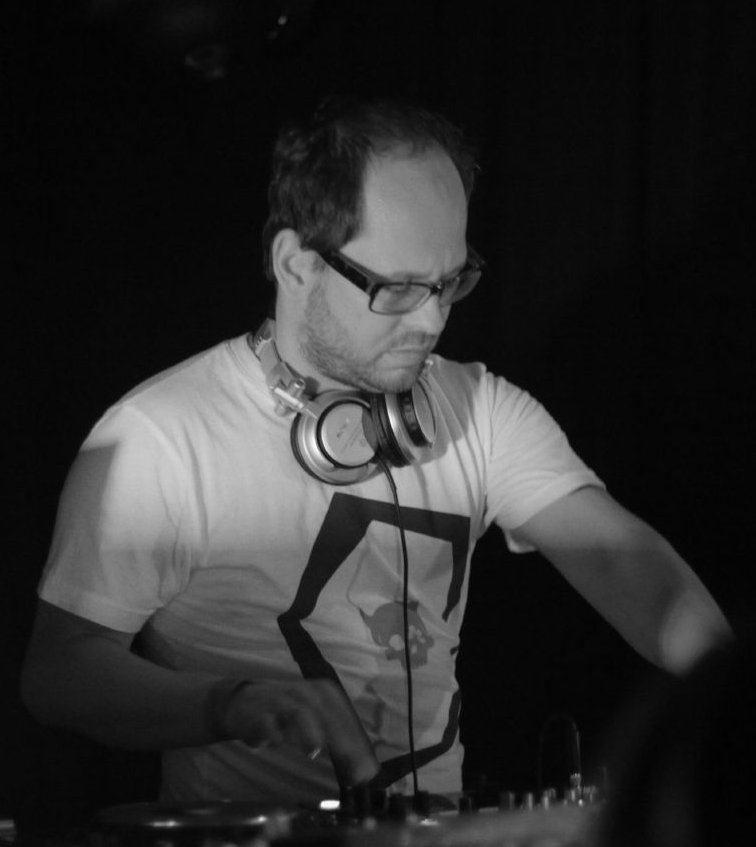
Oliver Huntemann (2009)

Oliver Huntemann (* 19. Juni 1968 in Hannover) ist ein in Hamburg lebender DJ, Produzent und Remixer im Bereich elektronischer Musik. Er veröffentlichte zahlreiche Produktionen und Remixes für Größen wie Underworld, The Chemical Brothers und Depeche Mode.

## Biografie
Aufgewachsen im norddeutschen Oldenburg, war Oliver Huntemann früh an zeitgenössischer Musik interessiert. Er fing an Radioshows aufzunehmen, kaufte sich seine ersten Maxi-Singles und experimentierte mit einem Paar riemengetriebener Plattenspieler. Oliver Huntemann zeigte sich anfangs stark beeinflusst durch die massive Welle nordamerikanischer Jugendkultur, die Ende der 70er auch nach Europa schwappte: Rap, Graffiti & Breaking und die Protagonisten der Szene wie z. B. Afrika Bambaataa, Grandmaster Flash oder Whodini. Filme wie Beat Street oder Wild Style weckten seine Neugier für Breaking und das DJing. Schon mit vierzehn Jahren fing Huntemann an öffentlich Platten aufzulegen.
Zwischen den Jahren 1984 und 1990 absolvierte Oliver Huntemann eine Ausbildung zum Elektroniker bei der deutschen Bundesmarine. Im Anschluss folgten ein Volontariat und die Anstellung als Redakteur bei einem Stadtmagazin in Bremen.
Als Acidhouse Ende der 80er Jahre Einzug in die deutschen Clubs hielt, begann er in seiner Heimatstadt Oldenburg die ersten Events mit elektronischer Musik zu veranstalten. Auf einer dieser Clubnächte lernte er den DJ und Tontechniker Gerret Frerichs kennen. Das Ergebnis früher Sessions in Frerichs' Studio, bei denen auch der Jazz-Musiker H. G. Schmidt mitwirkte, war das Projekt Humate. Die ersten Platten „Chrome“ (1992) und „Love Stimulation“ (1993) erschienen auf dem Berliner Label MFS.
Huntemann zeigte sich in den darauffolgenden Jahren verantwortlich für zahlreiche Veröffentlichungen und Projekte. Dazu gehören die Gründung des Labels Confused Recordings (1995), der Aufbau des Super 8 Studios, Veröffentlichungen unter seinem Namen, sowie die Umsetzung des Aliases "H-Man" und der "Rekorder" Konzeptserie zusammen mit Stephan Bodzin. Er ist vertreten auf Labels wie Sven Väths Cocoon oder Anthony Rothers Datapunk. Während sein erstes Album "Too Many Presents For One Girl" (2004) auf dem eigenen Imprint Confused Recordings erschien, wurde das zweite Album "Fieber" (2006) in einer Zusammenarbeit von Confused und DJ Hells Gigolo Records verlegt.
Anfang 2007 erschien der live Mitschnitt eines DJ-Gigs vom 29. September 2006 aus dem D-Edge Club im brasilianischen São Paulo mit dem Titel PLAY! 01. Die Weiterführung PLAY! 02 wurde am 22. Februar 2008 im Rex Club in Paris aufgenommen und kurze Zeit später veröffentlicht. Zu jeder dieser Mix-Compilations wurde eine eigene Single produziert: „São Paulo ep“ und „Paris ep“.

## Diskographie (Auszug)
Alben
- Propaganda (2017 - Senso Sounds)
- Paranoia (2011 – Ideal Audio)
- H-3 (2009 – Ideal Audio)
- Fieber (2006 – Confused Recordings/Gigolo Records)
- Too Many Presents For One Girl (2004 – Confused Recordings)

Singles 12″
- PLAY! 05 ep: Schnitzel / Vienna "(November 2014 – Senso Sounds)"
- Blitz & Donner "(July 2014 – Senso Sounds)"
- Licht & Schatten "(June 2013 – Ideal Audio)"
- PLAY! 04 ep: Tasmanian Tiger / Melbourne "(June 2012 – Ideal Audio)"
- PLAY! 03 ep: NYC/Decks And The City "(June 2010 – Ideal Audio)"
- Shanghai Spinner (Juni 2009 – Ideal Audio)
- Rikarda (Februar 2009 – Ideal Audio)
- PLAY! 02 ep: Paris/La Boum (April 2008 – Confused Recordings)
- Hamburger Berg (Dezember 2007 – Confused Recordings)
- PLAY! 01 ep: São Paulo (März 2007 – Confused Recordings)
- German Beauty (Dezember 2006 – Confused Recordings)
- Fieber Remixes (August 2006 – Confused Recordings)
- Broadcast Service (Sept. 2005 – Dance Electric)
- Terminate The Fire (feat. Chelonis R. Jones) (July 2005 – Dance Electric)
- Sweet Sensations (Mai 2005 – Confused Recordings/Gigolo Records)
- DiscoTech UK Mixes – (November 2003 – Confused Recordings)
- Freeze (September 2003 – Confused Recordings)
- DiscoTech (2003 – Confused Recordings / Zomba)
- Phreaks 2.1 (2001 – Panik)
- Wildes Treiben (2001 – Confused Recordings)
- Alte Liebe (2000 – Confused Recordings)
- Playground (1997 – Confused Recordings)
- Electric City (1996 – Confused Recordings)
- Styles (1995 – Confused Recordings)

Kollaborationen
- Oliver Huntemann & Dubfire – Elements Vol. 4: Agua "(September 2014 – Ideal Audio)"
- Oliver Huntemann & Dubfire – Elements Vol. 3: Aire "(July 2013 – Ideal Audio)"
- Oliver Huntemann & Dubfire – Elements Vol. 2: Terra "(July 2011 – Ideal Audio)"
- Oliver Huntemann & Dubfire – Elements Vol. 1: Fuego "(April 2010 – Ideal Audio)"
- Dubfire & Oliver Huntemann – Dios (November 2008 – Ideal)
- Dubfire & Oliver Huntemann – Diablo (Juni 2008 – Cocoon)
- Bodzin & Huntemann – Black Sun (Mai 2006 – Datapunk)
- Bodzin & Huntemann – Black EP (Jan. 2006 – Gigolo)
- Huntemann & Winter – The Motorist (Nov. 2005 – Confused)
- Huntemann vs. Elektrochemie LK – Bass Heavy / Strip (1998 – Confused Recordings)

Rekorder (with Stephan Bodzin)
- Rekorder 00 – Rekorder 10

H-Man (with Stephan Bodzin)
- 51 Poland Street (Okt 2006 – Giant Wheel)
- Turbo EP (Feb 2006 – Giant Wheel)
- Mimi (Sept 2005 – Giant Wheel)
- Spacer / Rock This Place (März 2005 – Giant Wheel)
- Manga / Flip Flop (Nov. 2004 – Giant Wheel)
- Sandra (2001 – Giant Wheel)

Remixes
- Siân – Shame Cube (Oliver Huntemann Remix)
- Abe Duque feat. Virginia – Following My Heart (Oliver Huntemann Remix)
- Kollektiv Turmstrasse – Melodrama (Oliver Huntemann Remix)
- Extrawelt – Trümmerfeld (Oliver Huntemann Remix)
- Rex the Dog – I Can See You, You Can See Me (Oliver Huntemann Remix)
- Cirez D. – Teaser (Oliver Huntemann Remix)
- Underworld – Crocodile (Oliver Huntemann Remix)
- Chemical Brothers – Do It Again (Oliver Huntemann Remix)
- 2raumwohnung – 36 Grad (Oliver Huntemann Remix)
- Depeche Mode – Everything Counts (Oliver Huntemann & Stephan Bodzin Remix)
- J. Mowbray & D. Ramirez – I Choose Anger (H-Man Remix)
- Yello – Oh Yeah! (H-Man Remix)
- Moonbootica – Pretty Little Angel (H-Man Remix)
- Yoshimoto – Du What U Du (H-Man Remix)
- Ascii Disko – Black Metal (Oliver Huntemann Remix)
- Coburn – Technology (H-Man Remix)
- John Dahlbäck – The Bad Giant (Huntemann RMX)
- Benni Benassi – I Know What You Do (Huntemann RMX)
- R.S.P. – Funkanoid (Huntemann RMX)
- Robbie Tronco – Fright Train (Huntemann RMX)

Kompilationen/Mix CDs
- PLAY! 05 live in Vienna "(recorded at Grelle Forelle, Senso Sounds 2014)"
- PLAY! 04 live in Melbourne "(recorded at Roxanne Parlour, Ideal Audio 2012)"
- PLAY! 03 live in NYC "(recorded at Cielo, Ideal Audio 2010)"
- PLAY! 02 live in Paris (recorded at Rex Club Paris, Confused Recordings 2008)
- PLAY! 01 live in São Paulo (recorded at D-Edge São Paulo, Confused Recordings 2007)
- Stammheim Heimfidelity 2 (Confused Recordings, 1998)